# Another Time, Another Place (film, 1983)
Another Time, Another Place är en brittisk film från 1983 i regi av Michael Radford, med Phyllis Logan i huvudrollen. Logan vann en BAFTA Award for Most Outstanding Newcomer to Film och nominerades till en BAFTA för bästa kvinnliga huvudroll.
Filmen utspelar sig i Skottland under andra världskriget.

## Rollista (i urval)
- Phyllis Logan - Janie
- Giovanni Mauriello - Luigi
- Denise Coffey - Meg
- Tom Watson - Finlay
- Gianluca Favilla - Umberto
- Gregor Fisher - Beel
- Paul Young - Dougal
- Claudio Rosini - Paolo
- Jennifer Piercey - Kirsty
- Yvonne Gilan - Jess
- Carol Ann Crawford - Else